# گلپرک
گُلپَرَک گیاهی است علفی و چندساله که بومی ایران است و تنها در ایران می‌روید.
گلپرک از سردهٔ گلپرک‌ها (Trigonosciadium) و تیرهٔ چتریان (Apiaceae یا Umbelliferae) است.
دو گونه دیگر این گیاه یعنی گلپرک غده‌دار (T. tuberosum) و گلپرک چسبانک (T. viscidulum) علاوه بر ایران، در ترکیه و عراق نیز می‌رویند.